# Artur Dalaloyan
Artur Dalaloyan (en russe Далалоян Артур Грачьевич, né le 26 avril 1996 en Moldavie) est un gymnaste artistique russe.

## Biographie

### Années juniors
Il a commencé à pratiquer la gymnastique à six ans à Novossibirsk, est également allé à la section de judo et au cercle de la modélisation de l'argile. Un an après le début de l'entraînement, la famille a déménagé à Moscou, où Dalaloyan a rejoint le Club du Dinamo. Le premier entraîneur était Alexander Kalinin. À l'âge de 13 ans, Dalaloyan est entré dans la composition de l'équipe nationale Junior de Russie. Deux ans plus tard, il a été exclu de l'équipe pour des violations de la discipline, malgré le fait que lors du championnat de Russie est devenu champion dans les exercices sur la barre transversale et médaillé de bronze dans le personnel et l'équipe tout autour.
À son retour dans l'équipe, il a remporté des médailles d'or dans les exercices libres et sur les barres asymétriques, ainsi que dans les trois premiers médaillés dans le saut d'obstacles et le tournoi par équipe. La même année, il a réalisé ses premiers succès importants au niveau international: en 2013, au Gymnase mondial au Brésil, il est devenu Triple champion (dans les compétitions par équipes, dans les exercices sur les anneaux et le saut d'obstacles), et a également remporté une médaille de bronze dans le tout autour et «argent» dans les exercices sur la barre transversale. En 2014, Dalaloyan aux championnats de Russie est devenu à nouveau double vainqueur de la compétition (dans le championnat par équipe et les exercices libres) et trois fois médaillé (a remporté «argent» dans les exercices sur les anneaux et la barre transversale et «bronze» dans le saut de soutien). Champion d'Europe du contre-la-montre par équipes. Dans la même année, il a fait ses débuts dans les compétitions adultes — la coupe de Russie, mais n'a pas pu entrer dans le nombre de gagnants.
Il a également participé au numéro d'Alexandra golovchenko de Russie au concours Eurovision de la chanson 2007 pour Enfants.

### Carrière adulte
En 2015, Dalaloyan a obtenu ses premiers succès dans les compétitions de niveau adulte: il est devenu le médaillé de bronze du championnat de Russie dans l'exercice libre, et à la coupe du pays a remporté la médaille d'argent dans l'équipe tout autour et a pris la troisième place dans le saut d'obstacles. En 2016, malgré les places en championnat et en coupe de Russie, il n'a pas fait partie de l'équipe de Russie pour les jeux olympiques. En décembre de la même année, il remporte la coupe Voronin.
En 2017, aux championnats de Russie, il a remporté pour la première fois des médailles d'or en individuel et par équipe, ainsi que l'argent en saut d'obstacles. Quelques mois plus tard, il participe pour la première fois à la plus grande compétition internationale, le championnat d'Europe. Dans un tout autour personnel, il a cédé dans une lutte acharnée que le champion olympique ukrainien Oleg Vernyaev, et dans le saut d'obstacles, il est devenu champion d'Europe, devant des gymnastes titrés tels que Vernyaeva, Mariana dragulescu et Igor Radivilov. Lors de la coupe de Russie, Dalaloyan a remporté deux médailles d'or (en saut d'obstacles et en championnat par équipe) et deux médailles d'argent (en exercice libre et sur barres asymétriques).. Pour la première fois, il a participé à la coupe du monde, où il a joué dans deux types d'exercices libres et de saut d'obstacles. Mais en raison d'une fracture de la cheville, reçu à la veille de la compétition, est resté sans médailles.
En 2018, Dalaloyan au championnat de Russie a défendu les titres en individuel et par équipe tout autour, et est également devenu le deuxième dans l'exercice libre et le troisième sur les anneaux. Aux championnats d'Europe, il a remporté trois médailles d'or (dans l'équipe tout autour, le saut d'obstacles et les exercices sur les barres asymétriques) et le " bronze» dans les exercices au sol. À la fin de la compétition, Dalaloyan a reçu un trophée spécial pour la victoire de l'équipe nationale de l'équipe de Russie au premier championnat unifié d'Europe des sports d'été.
Selon les résultats de 2018, Dalaloyan a reçu le prix "Silver biche" décerné par la Fédération des journalistes sportifs de Russie aux meilleurs athlètes.
Aux championnats d'Europe 2019 à Szczecin, il remporte la médaille d'argent du tout — rond, derrière son coéquipier Nikita Nagorny. Il a remporté l'or dans les exercices libres et est devenu deux fois médaillé de bronze dans l'exercice sur la barre transversale et le saut d'obstacles.

Lors des championnats du monde 2019 à Stuttgart (Allemagne), Dalaloyan remporte la médaille d'argent en individuel tout-terrain, derrière les Highlanders. Dans l'équipe tout autour avec Nagorny, Ivan Stretovich, David belyavsky et Denis Ablyazin a apporté à la Russie la première victoire en 28 ans dans le championnat par équipes.
«<…> Quand vous partez après la compétition, ils sont lentement oubliés. Il reste un sentiment élevé que vous êtes champion du monde en finale par équipe, vous avez l'équipe la plus cool de la planète... C'est parce que c'est la première fois que nous l'avons eu... c'était la première fois dans l'histoire de la Russie. Je n'étais pas encore dans le monde quand l'équipe nationale de l'URSS pour la Dernière fois a pris le championnat par équipe».
Le 16 avril 2021, à l'entraînement de contrôle avant de partir pour les championnats d'Europe, Arthur a subi une rupture du tendon d'Achille. Le lendemain, le gymnaste a été opéré. Selon les prévisions des médecins, après six mois, le gymnaste ne devait commencer à marcher doucement et à courir. Cependant, trois mois plus tard, aux jeux olympiques d'été de 2020 à Tokyo, dans le cadre de l'équipe OCD, avec Nikita Nagorny, David belyavsky et Denis Ablyazin, a remporté la première médaille d'or pour les gymnastes russes depuis 1996.
En juin 2024, il est médaillé d'argent aux jeux des pays BRICS dans l'exercice des anneaux et dans le tout-rond individuel.
Membre de la première saison de l'émission de télévision sportive extrême "Superninja" sur la chaîne STS. En 2024, il a participé à la première saison de l'émission «Titans» de la chaîne TNT sous le numéro «1», a atteint la version finale.

## Vie privée
Marié. Son Épouse Est Olga Borodina. Olga a un fils Stepan d'une relation précédente. La proposition de la main et du cœur de sa bien-aimée Arthur a fait en mars 2019.
Le 16 août 2019, le couple a eu une fille, Nicole. En mars 2021, Olga a donné à Arthur une deuxième fille, Carolina.

## Palmarès

### Championnats du monde
- Stuttgart 2019
  -  médaille d'or au concours général par équipes
  -  médaille d'argent au concours général individuel
  -  médaille d'argent au saut de cheval
  -  médaille de bronze à la barre fixe

- Doha 2018
  -  médaille d'or au concours général individuel
  -  médaille d'or au sol
  -  médaille d'argent au concours général par équipes
  -  médaille d'argent au saut de cheval
  -  médaille de bronze aux barres parallèles

### Championnats d'Europe
- Szczecin 2019
  -  médaille d'or au sol
  -  médaille d'argent au concours général individuel
  -  médaille de bronze au saut de cheval
  -  médaille de bronze à la barre fixe

- Glasgow 2018
  -  médaille d'or au concours par équipes
  -  médaille d'or au saut de cheval
  -  médaille d'or aux barres parallèles
  -  médaille de bronze au sol

- Cluj-Napoca 2017
  -  médaille d'or au saut de cheval
  -  médaille d'argent au concours général individuel

### Récompenses supplémentaires
- Ordre de l'Amitié (11 août 2021) - pour sa grande contribution au développement du sport National, ses réalisations sportives élevées, sa volonté de gagner, sa résilience et sa détermination, manifestées aux jeux de la XXXII Olympiade de 2020 à Tokyo (Japon)[19].